# 美属萨摩亚 (歌曲)
《美属萨摩亚》是美属萨摩亚的地区颂歌。拿破仑·安德鲁·图伊特莱莱阿帕加作曲，马里奥塔·蒂乌马卢·图伊亚索索波作词。1950年，这首歌被正式采用为美属萨摩亚地区颂歌。